# 一宮パーキングエリア
一宮パーキングエリア（いちのみやパーキングエリア）は、千葉県長生郡長生村にある九十九里有料道路のパーキングエリア。愛称は波乗りパーキング。

## 概要
ガソリンスタンドこそないものの、サービスエリア並みの設備が整っている。

## 施設

### 上下線兼用
- 駐車場
  - 小型
  - 大型
- トイレ
- 食堂
- 売店
- 展望室
- 自動販売機
- 遊歩道

## 隣
九十九里有料道路
白子IC - 長生IC - 一宮PA - 一宮料金所（廃止）- 新地交差点